# Can Millet (a la nacional)
|  | No s'ha de confondre amb Can Millet (el Masnou). |

Can Millet (a la nacional) és un edifici del Masnou (Maresme).

## Descripció
Casa entre mitgeres de planta rectangular enretirada del pla de carrer que consta de planta baixa i dos pisos, amb la coberta de teules àrabs inclinada a dues aigües i el carener paral·lel a la façana principal, orientada a migdia. Davant disposa d'un pati alineat al pla de carrer i delimitat per una barana de balustrada.
La planta baixa queda a una cota superior del nivell del carrer que es supera mitjançant una escala central. Aquest desnivell produeix un espai aprofitat com a planta baixa amb façana alineada al pla de carrer i independent del cos principal de la casa; actuant a l'hora de terrassa d'aquesta. En aquest espai hi ha dos locals (fusteria i habitatge) que es comuniquen per sota. Hi vivien els masovers, Pere Costa i Margarida Noms.
La façana de la casa es genera a partir d'una composició simètrica amb tres eixos de verticalitat definits a la planta baixa per una porta d'accés central amb finestres lateral; a la planta pis per un balcó centrat i dues obertures laterals.